# Bruno Kovačić
Bruno Kovačić (Zagreb, 29. siječnja 1967.), hrvatski glazbenik, skladatelj, saksofonist i gitarist.

## Životopis

### Početak karijere
S osam godina roditelji ga upisuju u glazbenu školu u smjer violine, koju ne voli te četiri godine kasnije prelazi na klarinet, no nakon već dvije godine ostavlja klarinet i počinje svirati saksofon.
Krajem 1982. godine osniva grupu "Dan D" koji traje sljedećih pet godina, no raspada se ne uspjevši postati više od demosastava. Nakon raspada grupa postaje prateći sastav dua Neki to vole vruće. U tom sastavu svira s Dariom Jelusićem, Mariom Kapetanićem, Berislavom Blaževićem - Berom, te Draženom Scholzom.
Ubrzo ih napušta te odlazi u Srebrna krila, dok ostali ostaju u sastavu.

### Parni valjak
Godine 1988. Dražen Scholz prelazi u Parni valjak u kojem zamjenjuje dotadašnjeg bubnjara Paola Sfecija. Budući da iz grupe odlazi i gitarist Zoran Cvetković - Zok, Šolc Huseinu Hasanefendiću - Husu, čelniku Parnog valjka, predlaže Bruna i Beru Blaževića. Time Parni valjak mijenja zvuk jer sad u stalnom postavu ima saksofon i klavijature.
Uskoro počinje učiti svirati gitaru (koju mu posuđuje Hus) te prati Valjak na velikuj turneji po Jugoslaviji.
Uskoro snimaju i novi studijski album, Lovci snova koji izlazi 1990. za Jugoton, na kojem je Bruno odsvirao i prvu "poštenu" solažu na skladbi "Na pola puta". 1991. godine izlazi i trostuki album uživo Svih 15 godina.

### Školovanje u Americi
U ljeto 1991. odlazi u Los Angeles gdje je primljen na Musician's Institute, školu moderne glazbe gdje uči gitaru. U to vrijeme posjećuje koncerte svih velikih sastava koje je oduvijek želio gledati. Ubrzo mu se pridružuje i Bero s kojim svira 6 vlastitih pjesama, te ih šalju izdavačima, no bez uspjeha.
U jesen 1992. godine se vraćaju natrag u Hrvatsku.

### Hard Time i Gibonni
Bero se vraća u Valjak, a Bruno svira s Hard Timeom.
1993. godine čitatelji glazbenog magazina "Heavy Metal" ga izabiru za najboljeg gitarista.
U proljeće iste godine odlazi iz Hard Timea te počinje svirati s Gibonnijem. U to vrijeme Gibonni postaje popularan, a Bruno počinje pisati i skladbe za druge izvođače, pa tako skladba "Mala ptica nebeska", koju piše za buduću suprugu Ivanu Plechinger postiže veliki uspjeh.
1995. gostuje na seriji koncerata svog bivšeg sastava, Parnog valjka, koji se održava u Zagrebačkom kazalištu mladih (ZKM). Taj koncert izlazi i na CD-u pod nazivom Bez struje: Live in ZeKaeM, te postaje jedan od najprodavanijih live albuma.

### Vanna
1998. Vanna napušta Electro team te počinje solo karijeru. Gibonnijev prateći sastav (u kojem je i Bruno) napušta Gibonnija te počinju pratiti Vannu, s kojom svira i dan danas.
S Vannom snima četiri studijska, te dva live albuma.
U međuvremenu svira i s mnogim poznatim glazbenicima domaće scene: Oliver Dragojević, Jacques Houdek, Ivan Mikulić, Divas, Tony Cetinski, Lana Klingor.
Iste se godine ženi s pjevačicom i voditeljicom Ivanom Plechinger, a iduće godine dobiva i sina.
2000. ponovo nastupa s Parnim valjkom, na njihovom koncertu povodom 25 godina, koji izlazi i na DVD-u, na kojem svira i gitaru i saksofon. S njima nastupa i tijekom 2001. i 2002. godine, gdje također svira oba instrumenta.
2001. godine konačno izdaje i svoj prvi solo album, Kao svi drugi ljudi, koji snima još od 1997. godine zajedno sa Zoranom Švigirom u njegovom studiju. Promocija albuma je održana u "Kulušiću". Kao gosti su nastupili Aki Rahimovski (Parni valjak) te članice grupe Divas. Bio je to posljednji koncert u tom zagrebačkom klubu prije zatvaranja.
2003. godine počinje na koncertima pratiti i Olivera Dragojevića.
Od 2004. godine nastupa i na HRT-u u emisijama "Studio 10", "Ples sa zvijezdama" "Zvijezde pjevaju" te "Evergreen", sklada i pjeva pjesmu sa seriju Luda kuća, a svira i na mnogim festivalima (CMC Music Festival).
2007. se i autorski potpisuje na albumu U vremenu izgubljenih Akija Rahimovskog; a iste godine izlazi i dugo očekivani Vannin album Ledeno doba (album).

## Diskografija

### Parni valjak
Studijski albumi
- 1990. Lovci snova

Uživo
- 1991. Svih 15 godina
- 1995. Bez struje: Live in ZeKaeM
- 2001. Kao nekada: Live at S.C.

DVD
- 2002. 25 godina (Croatia Records/Hrvatski telekom)

Kompilacije
- 2005. Koncentrat 1984.-2005. (Croatia Records)
- 2009. The Ultimate Collection (Croatia Records)

Ostalo
- 1990. Levis Red Tab

### Gibonni
Studijski albumi 
- 1995. Kruna od perja
- 1997. Ruža vjetrova

 Uživo 
- 1994. Koncert

 Kompilacije 
- 1999. 18 Velikih (1991-1998)

### Vanna
Studijski albumi 
- 1997. I to sam ja
- 1998. Ispod istog neba
- 2000.  24 sata
- 2003. Hrabra kao prije
- 2007. Ledeno doba (album)

 Uživo 
- 2001. Vanna u Lisinskom
- 2005. Vanna s prijateljima u Lisinskom

 Kompilacije 
- 2008. The platinum collection

 Ostalo 
- 1999. Vanna remixes - promo CD

### Solo
- 2001. Kao svi drugi ljudi

### Objavljene skladbe
- 1996. Jedina, Ivan Mikulić
- 1996. Ej zoro, Ivan Mikulić
- 1997. Dišem, Oliver Dragojević
- 1997. Ovaj put ne, Oliver Dragojević
- 1998. Tako nježno tako lažno, Vanna
- 2000. Kao rijeka, Vanna
- 2002. Priča se, Oliver Dragojević
- 2002. To nismo mi (s Ivanom Plechinger), Divas i Oliver Dragojević
- 2003. Hrabra kao prije, Vanna
- 2003. Ljubi me za kraj, Vanna
- 2003. Sama, Vanna
- 2003. Kupi mi, Vanna
- 2004. Moje sve, Tony Cetinski
- 2004. Ne vjerujem, Jacques Houdek
- 2006. Prodaj mi sve, Lana Klingor
- 2006. Ljubi, Lana Klingor
- 2006. Ljubav dobro zna, Lana Klingor
- 2006. Gravitacija, Lana Klingor
- 2007. Ledeno doba, Vanna
- 2007. Početak i kraj, Vanna
- 2007. Baš kao ti i ja, Vanna
- 2007. Da sve je ovo bilo jučer, Vanna
- 2007. Ponovo moj, Vanna
- 2007. Kome, Vanna
- 2007. Reci, Vanna
- 2007. Majke, Aki Rahimovski

- Ivana Plechinger: (većina pjesama na njezina tri albuma)
- Black Coffee

## Vanjske poveznice
- Službene stranice
- diskografija
- Bruno Kovačić na Discogs